# Gabinete de cantos folclóricos
Gabinete de canciones populares o Gabinete de Dainas  (Letón: Dainu skapis) es un gabinete 160 cm (63 “) de alto, 66 cm (26 “) de ancho y 42 cm (17 “) de profundidad, en el que se almacenan todas las canciones populares letonas ( dainas ) recopiladas por el folclorista letón Krišjānis Barons .   El gabinete por sí fue fabricado en Moscú en 1880 según el proyecto de Barons. En 2001, el Gabinete de Canciones Populares se registró en el Registro Memoria del Mundo de la UNESCO.
El gabinete contiene documentos que preservan tradiciones y otros detalles sobre las tribus letonas precristianas. 

## Historia
Los barones comenzaron a adquirir canciones populares en 1868 (o 1878) con el propósito de demostrar "que la cultura letona en su parte más antigua tiene el mismo valor que la cultura de otras naciones". El gabinete fue construido en Moscú en 1880 y se basó en el proyecto de Barons.   Debido a la cantidad de canciones populares que se enviaron a los barones, se consideró necesario el gabinete. Antes de terminar la construcción del gabinete, las canciones populares se guardaban en cajas de papel de cigarrillo.  Cuando el número de textos se acercó a 150.000 en 1893, Barons y su obra regresaron a Letonia desde Moscú. 
Tras la muerte del autor, el gabinete se guardó en la bóveda de un banco.  Fue trasladado a los Archivos de Folclore Letón en 1940, al Instituto de Literatura, Folclore y Arte de la Academia de Ciencias de Letonia en 1945, al Instituto de Literatura, Folclore y Arte de la Universidad de Letonia en 1999, y al nuevo edificio de la Biblioteca Nacional de Letonia en 2014.   Antes de su traslado a la Biblioteca Nacional y su exposición pública, el Gabinete de Canciones Populares fue asegurado por un millón de euros. 
El Gabinete de Canciones Populares tenía una copia en el Museo Memorial de los Barones Krišjānis y otra en la mansión Stankevich en Rusia, donde los barones comenzaron a trabajar con dainas. En 1998 se empezó a digitalizar el contenido del Gabinete y desde 2006 su contenido está íntegramente disponible en línea. 
En 2001, el Gabinete de Canciones Populares fue incluido en el Registro Memoria del Mundo de la UNESCO. 

## Descripción
El armario cuenta con 73 cajones de diferentes tamaños que se llenan con papeles de 3 cm × 11 cm (1,2 “ × 4,3 “) .  Los tres grandes cajones del armario, situados en la parte inferior, almacenan materiales de archivo. El Gabinete de Canciones Populares alberga 268.815 páginas con canciones populares de 2 a 4 versos, así como otros textos como acertijos, refranes,  «tradiciones, costumbres, descripciones de juegos [y] hechizos mágicos». 